# Diaphoenix
Le diaphoenix ou diaphoenic était un remède à base de dattes de la famille des électuaires (ainsi appelé électuaire de scammonée et de turbith composé). Il appartenait à la pharmacopée maritime occidentale au XVIIIe siècle .
Selon l'ouvrage de Dorvault, il était composé de :
- pulpes de datte : 250 g ;
- amandes mondées : 105 g ;
- poudre de gingembre : 8 g ;
- poudre de poivre noir : 8 g ;
- poudre de macis : 8 g ;
- poudre de cannelle : 8 g ;
- poudre de safran : 0,3 g ;
- poudre de fenouil : 8 g ;
- poudre de rue : 8 g ;
- poudre de turbith : 125 g ;
- poudre de scammonée : 45 g ;
- poudre de sucre : 250 g ;
- miel dépuré : 1 kg.

Selon Dorvault : « C'est essentiellement un purgatif, employé à la dose de 12 à 15 grammes par voie orale et de 15 à 30 grammes en lavement. » 